# فلوريان لوكاس
فلوريان لوكاس (بالألمانية: Florian Lukas)‏ (و. 1973 – م) هو ممثل، وممثل مسرحي، وممثل أفلام من ألمانيا . ولد في برلين.

## روابط خارجية
- فلوريان لوكاس على موقع IMDb (الإنجليزية)
- فلوريان لوكاس على موقع مونزينجر (الألمانية)
- فلوريان لوكاس على موقع ألو سيني (الفرنسية)
- فلوريان لوكاس على موقع ميوزك برينز (الإنجليزية)
- فلوريان لوكاس على موقع أول موفي (الإنجليزية)
- فلوريان لوكاس على موقع قاعدة بيانات الأفلام السويدية (السويدية)
- فلوريان لوكاس على موقع قاعدة بيانات الفيلم (الإنجليزية)
- فلوريان لوكاس على موقع كينوبويسك (الروسية)